# 강광석
강광석(姜光錫)은 제19대 대한민국 병무청장이다. 2006년 8월 9일 ~ 2008년 3월 7일까지 제19대 대한민국 병무청장으로 재직하였다.